# ゴルゴ13 (1973年の映画)
『ゴルゴ13』は、1973年の日本・イラン合作映画。主演：高倉健、監督：佐藤純弥、製作：東映・ SOCIÉTÉ ANONYME CINÉMATOGRAPHIQUE IRAN。カラー、シネマスコープ（2.35:1）、104分。『ゴルゴ13』の初実写映画化作品である。

## ストーリー
某国の秘密警察は、国際犯罪組織のボスであるマックス・ボアがイラン国内にいるという情報をつかみ、逮捕しようと捜査員をテヘランへ侵入させるが、次々とボアの手先に抹殺される。また、ボアは多くの影武者を用いるため、手下でさえ素顔を知らなかった。警察部長のフラナガンは、殺し屋・ゴルゴ13を呼び、50万USドルの報酬でボア暗殺を依頼する。ゴルゴ13はテヘランに入る。秘密警察の女捜査員・キャサリンが協力のためゴルゴ13を追い、彼と落ち合う。一方、ボア一味もゴルゴ13がイランにいる情報をつかみ、彼を探し回る。
ゴルゴ13の協力者である私立探偵・エグバリは、一味の情報に通じるナイトクラブ支配人・ミスターワインの存在および、ボアが小鳥の愛好家であることを彼に伝えるが、ある夜、ホテルでボア一味に殺害される。居合わせたゴルゴ13はエグバリ殺しの容疑者としてテヘラン市警に追われる身となる。また、旧市街にボア一味のアジトがあることをゴルゴ13に吐かされたミスターワインもボア一味に消される。
テヘランでは女性の行方不明事件が多発し、市警のアマン警部の妻・シーラも何者かに拉致されてしまう。路上に落ちたシーラのコートを拾ったアマンは、偶然そばにいた東洋人の男（ゴルゴ13）をエグバリ殺しの犯人と疑い、彼とキャサリンの滞在するホテルを包囲する。ゴルゴ13は逃亡する。一方、市警はボアの側近・ダグラスの子分を捕らえて行方不明事件の真相を知る。ボア一味は人身売買を手掛け、拉致した女性たちを海外に売り飛ばそうとしていた。捜査の手を疎んじたボアは女性たちをひそかにイスファハンの別のアジトに移すよう命じるが、市警はその情報もつかむ。
ゴルゴ13は、ミスターワインの情報を元にボア一味のアジトを探り当て、小鳥を肩に乗せた男をボアと見て狙撃するが、それは影武者を使った一味の罠で、彼は捕らえられる。ゴルゴ13は隙を見て盲目の殺し屋・ワルターらを返り討ちにする。
ボア一味はイスファハンへ向かうアマンらを消そうと、幹線道路に地雷を仕掛ける。ゴルゴ13が先手を打ち、アマンが来る前に地雷を狙撃して爆破させ、ことなきを得る。ゴルゴ13はボアのアジトにたどり着き、彼の日課である屋外での朝食の隙を狙うが、中庭には多くの影武者がいた。ゴルゴ13は鳥かごを撃って、放された小鳥が近づいた人間をボアと判断して殺そうとするが、手下に追いつかれ、狙撃に失敗する。彼をかばって援護射撃に現れたキャサリンが囚われの身となる。
ボアはゴルゴ13をおびき出すため、ペルセポリスの神殿跡に女性たちを連れ出し、「姿を見せなければ人質を1人ずつ殺す」と脅す。キャサリンが最初の犠牲となる。追いついたアマンがシーラの姿を認め、一味に投降を求めつつ、単身で人質たちのもとに向かって解放に成功するが、一味の銃弾を浴びて絶命する。ゴルゴ13は逃げるボアを自動車で追うが、ダグラスが操縦するヘリコプターに行く手をはばまれる。ゴルゴ13は砂漠地帯に追い詰められたすえ、からくもヘリコプターを撃墜する。攻撃で自動車を失った彼は飲まず食わずで何日も歩き、砂漠地帯を抜ける。
夜明けの湖畔。隠れ家のテラスで朝食をとり、食後の紅茶を楽しんでいたボアは、小鳥ともども狙撃を受けて倒れる。対岸からボアの死を見届けたゴルゴ13は、上がったばかりの朝日に向かって歩き去る。

## 出演
順は本作タイトルバックに、役名はキネマ旬報映画データベース（KINENOTE）に基づく。一部俳優の表記もキネマ旬報映画データベースに基づくが、クレジット上の表記にぶれがあるため、注記で補う。丸括弧内は吹き替え声優。
- ゴルゴ13 - 高倉健
- アマン・ジャフアリ - モセネ・ソーラビ[注釈 2]（山田康雄）
- シーラ・ジャフアリ - ジャレ・サム（北浜晴子）
- ワルター - ヤドロ・シーランダミ[注釈 3]（森山周一郎）
- ダグラス - ジャラル（渡部猛[注釈 4]）
- イボンヌ - アレズゥ[注釈 5]（火野捷子）
- サイモン - アトラシイ（柴田秀勝）
- アルバード・ジョンソン - アーラッシュ（村越伊知郎）
- ミスターワイン - アサザデ（和田文夫）
- 役不明 - ラメザニ
- エグバリ - ゴルジイ[注釈 6]（辻村真人）
- ジャッド - レザー
- 役不明 - マシンチャン
- 役不明 - アラヒョリ
- エバンス - アリ・デヒガニ[注釈 7]
- 役不明 - ナセル
- ジャック - アッバス・モフタリ[注釈 8]
- 役不明 - カルメン
- チャーリー - バハロム
- 役不明 - サガール
- リチャード・フラナガン - キャリミー[注釈 9]（真木恭介）
- マックス・ボア - ガダキチアン[注釈 10]（富田耕生）
- キャサリン - プリ・バナイ（英語版）（平井道子）
- ノンクレジット[5]
  - クロード - モハメッド・ノルジイ
  - ビリー - ハッサン・レザリイ（原田一夫）

声の出演
クレジットタイトル上では上記の声優含めて後半に表示される。以下は上記担当以外の声優を記す。
- 自動車修理屋 - 肝付兼太
- ペドロ - 兼本新吾
- 役不明 - 阪脩、峰恵研、沢りつお、作間功、菊池紘子、牧野和子

## スタッフ
主要スタッフのみ記す。順（監督・製作除く）および職掌は本作タイトルバックに基づくが、一部クレジットのないスタッフは他資料で補う。
- 監督：佐藤純弥
- 共同製作：SOCIÉTÉ ANONYME CINÉMATOGRAPHIQUE IRAN
- 製作：俊藤浩滋（ノンクレジット[注釈 11]）
- 企画：吉峰甲子夫、矢部恒、寺西國光、坂上順
- 原作：さいとう・たかを、さいとう・プロダクション（ビッグコミック連載 小学館刊）
- 脚本：さいとう・たかを、K・元美津
- 製作協力：イラン政府、萩野荘都夫（日本航空イラン帝国総代理店取締役副社長）
- 撮影：飯村雅彦
- 録音：広上益弘
- 照明：梅谷茂
- 美術：藤田博
- 音楽：木下忠司
- 編集：田中修
- 助監督：深町秀煕、福湯通夫
- 記録：山内康代
- スチール：遠藤努
- 進行主任：東一盛
- 擬斗：日尾孝司
- 装置：吉田喜義
- 装飾：米沢一弘
- 美粧：入江荘二
- 衣裳：福崎精吾
- 演技事務：和田徹
- 美容：石川靖江
- 理容：藤井正信
- 衣裳デザイン：秋山幸輝
- 通訳：熊田倭文子、フェレステ・ハミディアン
- 現像：東映化学
- 日本語版協力：テアトル・エコー
  - キャスティング協力：青二プロダクション（ノンクレジット）

イランスタッフ
- 製作：モルテザ・ジャフリィ[注釈 12]
- 監督補佐：ホーマン・プールマン
- 製作主任：ハミッド・アリマルダニ
- 計算：アミール・バルジンチャ
- 調整：パルビス・ノダダト
- 準備：モハメド・ノルジイ
- 進行：モルテザ・バクダリ
- 美術：スーサン・アヤリ
- 美容：パルバネ・フィルバク
- 照明：メヒディ・シャフィ
- 照明助手：ラジャビイ
- 照明準備：ナザリ

## 製作

### 経緯
『仁義なき戦い』の成功で、東映は任侠路線から実録路線に舵を切り、任侠路線で活躍していた高倉健は主演が減ると危惧。独立をほのめかす高倉を残留させたい東映は、映画化に全く乗り気でないさいとう・たかをが提示した条件「オール海外ロケ」「主演は高倉健」という要求を全て受け入れ、製作が決まった。
俊藤浩滋は「『日本で撮影するなら映画化を認めない』という条件は困難なものばかりで苦労した」「イランの映画会社“SOCIÉTÉ ANONYME CINÉMATOGRAPHIQUE IRAN”から協力を取り付け、製作費を捻出してもらった」と述べている。1973年の7月に製作決定を公表した。
佐藤純弥は「日本とイランの間を行き来している某人物が『イランの政府も軍隊も全面協力する』と持ち込んできたので、東映は乗った」「ヤクザ路線の一環として本作を捉えており、ヤクザものが頭打ちになってきているから、ちょっと変わったものをということで、人気を集めていたさいとう・たかをさんの劇画を原作に映画化しようと考えた。高倉健は任侠ものから実録路線の切り替えに馴染めず、活路を開きたいと思っていた」と述べている。

### 脚本と配役
さいとう・たかをは綿密な脚本を書き、演出の指定もした。しかし俊藤浩滋は「原作が短編でつまらない。読むのならおもしろいかもしれないが、映画の2時間枠に収めるとなると、ドラマのうねりが必要」とさいとうの脚本に困惑し、佐藤純弥はこの脚本通りに撮らなかった。佐藤は「さいとうさんの書いてきた脚本では、膨大な予算を費やす内容だった。東映で製作できる規模のものでなく、当然ながらさいとうさんは映画製作の内情などご存知ないから、予算のことを考えて書かれてはいない。劇画の脚本と映画の脚本とでは、同じようでいてもやはり違う。こちらで書き直さないと撮影は無理だろうということになった」と述べている。
さいとうが執筆した脚本は『ビッグコミック増刊 ゴルゴ13総集編 Vol.6』に掲載されており、脚本通りに撮られなかったことについて、さいとうは「当初思い描いた作品とはまったく違うものとなった」として不満を表明している。
主演の高倉健以外はすべて外国人俳優で、イラン人の俳優は高倉の相手役にトップスター・プリ・バナイと新人女優のホープ・セピデ・ナサランの二人がつとめ、その他、イラン映画界の全面的な協力で、約30人の俳優が出演した。

### 撮影
全編がイランでロケーション撮影され、佐藤純彌はオールイランロケと述べているが、週刊映画ニュースは「イランロケの後、日本のスタジオで少し撮影が行われた」と報道した。パフラヴィー朝の時代だったので、なんでもパフラヴィー一族に話を通さないとロケは進まなかった。街並み、豚肉料理および飲酒の風習、ヒジャブを着用することなく街を出歩く女性など、1973年10月に勃発した第四次中東戦争や1979年のイラン革命以前のイランが見られる貴重な映像資料となっている。テヘランを皮切りに、イスファハン、ペルセポリスなど、45日間程度行われ、移動にかなり時間を取られた。高倉健は日本語で演じ、外国人俳優のセリフは日本人声優によるオール吹き替えである。外国好きでゴルゴ13のような「かっこいい役」を、高倉は気に入っていたこともあって、撮影を楽しんでいた。
佐藤純弥は「いざ現地に乗り込んでみたら、某人物が言っていたイラン政府も軍隊も全面協力するという話は全て大ボラだった。ほとんど詐欺にあったようなもので、一からやり直さなければいけなかった。止まってしまうことの連続で無駄な10日くらいを過ごし、滞在日数は決まっているから、脚本がどうこういったレベルではなく、撮影スケジュールを削って撮影していくしかない。脚本直しを毎日やって追いつめられるだけ追いつめられた」「助監督やプロデューサー、技術パートなど現地スタッフと共同作業するというのが当初からの条件で、それだけは叶えられた。当時のイランは全てサイレント映画だったので、シンクロを学ぶという大義名分もあったようだが、問題は俳優が台詞を喋るという訓練を全然してきていない。最初から日本語吹替での上映が決まっていたから大きな問題ではなかったですけど」と証言している。そのため字幕スーパーは無く、イラン語ヴァージョンは存在しない。

### 発表
正月大作としては異例の華のない会見となり、スポーツ新聞のキャメラマンは、これでは絵にはできないと席で配布されたキャビネ（120mm×165mm）写真を利用した。会見前にイランロケが決まれば、イランの映画局"サシ"の全面協力の約束を取り付けており、1973年10月29日からクランクインし、テヘラン、イスファハン、ペルセポリスなどで撮影を行い、12月中旬クランクアップ、12月29日から東映正月映画として公開すると告知されていた。会見で俊藤浩滋は「劇中すごいラブシーンもあり、これまでの健さんのイメージとはかなり違ったものになる」などと話した。さいとう・たかをは「現地のロケハンによってシナリオはうまく書けた。映画にする上で別に人物設定などを変えはしなかったが、劇画は動かない面白さ、映画は動く面白さの違いがあるので、動くというところに見せ場を作ってみた。健さんは『ゴルゴ13』を描く上でイメージとしていたので映画にする上では、まったくぴったりというわけです」、佐藤純弥は「先日のロケハンは前作の撮影で行けなかったので、イランというところはどんなところか分からないが、画になりそうな感じです。主人公は人間ばなれしたスーパーマンであり、スケールの大きな娯楽映画に仕上げるつもりです」と話した。この会見に高倉健は出席しなかったので、東映と長年に亘る折り合いの悪さから、様々な憶測が生まれた。

## 宣伝と成績
日本では東映1974年正月映画前半として『女囚さそり 701号怨み節』と2本立て公開された。大ヒットにより、丸の内TOEIと渋谷東映では、本作のみ1974年1月15日封切の1974年正月映画後半『仁義なき戦い 頂上作戦』との併映として続映。その他の劇場は予定通り、1974年1月15日から『仁義なき戦い 頂上作戦』／『女番長 タイマン勝負』の組み合わせ。
国内予告編のBGMには、『狼やくざ 殺しは俺がやる』、『人斬り与太 狂犬三兄弟』の一部が使われている。
4億400万円の売上は1974年（昭和49年）邦画配給収入の第7位にランキングされたが、収益は不入りであった。

## 続編構想
1974年1月14日に東京プリンスホテルで行われた「東映新春感謝感謝パーティー」で、岡田茂東映社長は「この正月は『ゴルゴ13』と『仁義なき戦い 頂上作戦』で他社に水をあけた。今年は非任侠をテーマにしたアクションで勝負する。お盆興行の『ゴルゴ13』はカナダかスペインかまだ決めていないが、高倉の相手役にジャック・パランスのような強烈な個性のスターを起用したい」などと述べており、高倉主演の『ゴルゴ13』の続編は、1974年のお盆興行として製作の構想があった。

## ビデオグラムと配信
日本では1986年に東映ビデオからレンタル流通品としてVHSがリリースされた（TEB-128）。2008年に同社からDVDが発売された（DSTD-02880）。DVDは2012年にも再発売された（DUTD-02880）。2023年7月28日の21:00から同年8月11日の20:59（JST）まで東映シアターオンライン（YouTube）で配信された。